# Marcos Elias
Marcos Eduardo Elias (São Paulo, 16 de maio de 1971), é um matemático, engenheiro, empresário e trader brasileiro. Fundou diversas instituições financeiras, incluindo a GAS Investimentos (posteriormente Vinci Partners), a Empiricus a Turing e a Modena Capital. Foi sócio da Link Corretora e atuou como professor no Ibmec, Insper (1997-2005) e na FGV-SP (2002-2006).

## Carreira
Iniciou sua carreira profissional como analista financeiro no Banco Bozano Simonsen e posteriormente no BNP Paribas. Em seguida, fundou a Gas Investimentos, empresa de gestão de patrimônio que posteriormente foi incorporada pela Vinci Partners.
Em 2005, se tornou sócio da corretora Link e montou a área de análise com uma estratégia diferente da concorrência: acompanhar apenas as 30 principais companhias da Bovespa com o objetivo de fazer recomendações de compra e venda direta e não ficar em cima do muro. Na instituição criou os Equity Insights, relatórios de análise que se tornaram famosos. Anos depois, o CEO da Empiricus Felipe Miranda chamou as peças criadas por Elias de "as mais valiosas peças de análise de investimentos já publicadas no Brasil”. Em 2010, a Link foi vendida para o banco suíço UBS por R$ 195 milhões.
Em 2006, Elias começou a defender a tese de que para fazer a análise de uma ação brasileira era necessário também olhar para suas concorrentes do exterior. Anos depois, a tese passou a ser amplamente utilizada no mercado financeiro.
Em 2009, Elias fundou a Empiricus, casa de pesquisa independente especializada na publicação de conteúdo financeiro e de ideias de investimentos. No mesmo ano, apresentou o programa Money Talks na Infomoney. No ano seguinte, 2010, a Empiricus negociou com a Endemol, produtora do Big Brother, a criação de um programa nos moldes do americano Mad Money apresentado por Jim Cramer, o mais popular programa de finanças da TV americana, com Elias como o Cramer brasileiro. O programa foi ao ar pela TV Gazeta com o nome "Dinheiro em Ação". Em 2021, a Empiricus foi vendida para o BTG Pactual por R$ 690 milhões.
Em 2012, foi o primeiro financista brasileiro a defender ativamente que uma empresa de research independente, a Empiricus, fosse reconhecida pela Comissão de Valores Mobiliários (CVM). Chegou a escrever uma carta aberta para a então presidente da instituição, Maria Helena Santana, defendendo a tese.
Na mesma época uma sucessão de relatórios publicados pela Empiricus e assinado por Elias, Rodolfo Cirne Amstalden e Roberto Altenhofen intitulado "Carta aberta por uma Marfrig mais aberta" denunciou irregularidades nas demonstrações financeiras da empresa Marfrig e recomendou a venda de ações da empresa. A linguagem utilizada pelos três nos relatórios levou Amstalden e Altenhofen a serem multados e Elias a ser suspenso por 12 meses pela Associação dos Analistas e Profissionais de Investimento do Mercado de Capitais do Brasil (APIMEC). O argumento utilizado para apontar as irregularidades nas demonstrações financeiras nunca foi contestado.
Em 2013, Elias criou a Turing, empresa de negociação com robôs na Bolsa de Valores que pela primeira vez operou High Frequency Trading (HFT) no mercado brasileiro. Os robôs utilizados pela empresa foram pioneiros no uso de inteligência artificial. Na equipe que criou as inovações da Turing estava Telmo Luis Correa Júnior que, aos 20 anos, já tinha completado três graduações no Massachusetts Institute of Technology (MIT).
Em 2017, Elias fundou a Modena Capital, casa de research para investidores institucionais, com Nicholas Vincent Reade, presidente do conselho de administração da Brookfield Incorporações, e mais dois sócios. Em um relatório da Modena, que se tornou amplamente conhecido e citado por outros analistas, Elias mostrou que dos 120 IPOs feitos no período 2005-2008 apenas oito bateram o Certificado de Depósito Interbancário (CDI) e seis deles fizeram isso mediante fusões e aquisições. No mesmo ano a Modena Capital e a Fram Capital, gestora de recursos de terceiros e de fortunas brasileira, se associaram para ampliar a oferta de produtos e serviços aos investidores.

## Empreendimentos Recentes
Marcos Elias tem sido um provedor de capital e financiador de empresários. Desde de 2019 tem feito negócios com Alexandre Allard, audacioso mecenas e restaurador urbano, conhecido pela reabilitação do hotel Royal Monceau em Paris e mais recentemente pelo investimento bilionário na capital paulista e o consequente empenho de 10 Bilhões de Reais para expandir o mesmo conceito do projeto de restauro do patrimônio histórico e cultural da Cidade Matarazzo para outras cidades no Brasil.
Elias é proprietário da gestora Actus, e em 2022 manteve a Modena Advisory como consultoria com operações de Fusões e aquisições e fund raising. Em 2021 fundou a Contra Corrente, empresa prestadora de serviços de reestruturação para áreas de análise de gestoras de investimentos.

## Vida Pessoal
Nasceu na cidade de São Paulo, filho de pai sírio e mãe italiana. Tem duas irmãs.

### Processo criminal e Prisão nos EUA
Em julho de 2018, Marcos Elias, foi preso na Suíça sob acusação de ter aconselhado um gestor de fundos a usar recursos de investidores brasileiros que estavam praticamente esquecidos nas suas contas. Em 2019 foi condenado a 3,5 anos de prisão nos Estados Unidos. Ele arquitetou uma estrutura ultrassofisticada envolvendo cinco países, resultando em sua extradição e prisão nos EUA:
- Brasil: país de origem dos recursos e local onde a operação foi arquitetada
- Panamá: local de constituição da empresa offshore
- Luxemburgo: destino dos recursos transferidos
- Israel: sede do Bank Hapoalim, responsável pela execução das ordens de transferências
- Estados Unidos: país onde estava registrada a conta detentora dos valores manipulados

A investigação do caso foi conduzida pela unidade de Complex Frauds and Cybercrime do U.S. Attorney's Office para o Southern District of New York.
A investigação criminal foi conduzida pelo Federal Bureau of Investigation (FBI), em colaboração com o Departamento Federal de Justiça da Suíça (Département Fédéral de Justice) e a Polícia Cantonal de Zurique (Kantonspolizei Zürich), sob coordenação da Divisão de Relações Internacionais do Departamento de Justiça dos Estados Unidos (Office of International Affairs, OIA).
O caso serviu como precedente para o aprimoramento das leis e diretrizes internacionais que regulam as remessas entre contas em diferentes países, visando intensificar a identificação de falhas de conformidade entre as instituições financeiras que oferecem este tipo de serviço, especialmente nas operações entre os Estados Unidos e outras nações.

### Contracorrente VS CVM
Em 2021, após retornar ao Brasil, Marcos Elias tentou recuperar suas credenciais junto à CVM, Apimec e Ancord. Diante das dificuldades burocráticas encontradas, ele fundou a Contra Corrente, uma empresa de consultoria financeira. Mesmo sem as devidas habilitações regulatórias, a empresa focou inicialmente em serviços de reestruturação de áreas de análise para gestoras, evitando assim a emissão direta de recomendações de investimentos.
Em 2023, a CVM suspendeu as atividades da Contra Corrente por não conformidade com a regulamentação vigente. Em resposta, Elias anunciou que adequaria a empresa às exigências regulatórias, mas manifestou publicamente sua oposição ao que denominou "gesso da CVM". Segundo ele, a autarquia estaria se desviando de sua missão original de proteger investidores minoritários e desenvolver o mercado de capitais brasileiro.
O caso gerou debates sobre o papel e alcance da regulação no mercado financeiro brasileiro. Elias defendeu um modelo mais próximo ao americano, citando como exemplo a relação da SEC com casas de análise independentes. Durante o período de adequação regulatória, a Contra Corrente manteve operações de consultoria para reestruturação de assets e desenvolvimento de filosofias de investimento.

## Formação acadêmica
Desenvolveu sua formação acadêmica em diferentes campos do conhecimento, obtendo títulos em matemática, direito e administração. Na matemática, teve contato com a escola russa de pensamento matemático na Saint Petersburg State University, instituição em que teve professores  ligados à Andrei Kolmogorov, e onde foram desenvolvidos importantes trabalhos na linha de pesquisa previamente estabelecida por Kiyoshi Itō. Sua trajetória acadêmica inclui formações em instituições do Brasil, Rússia e Estados Unidos.

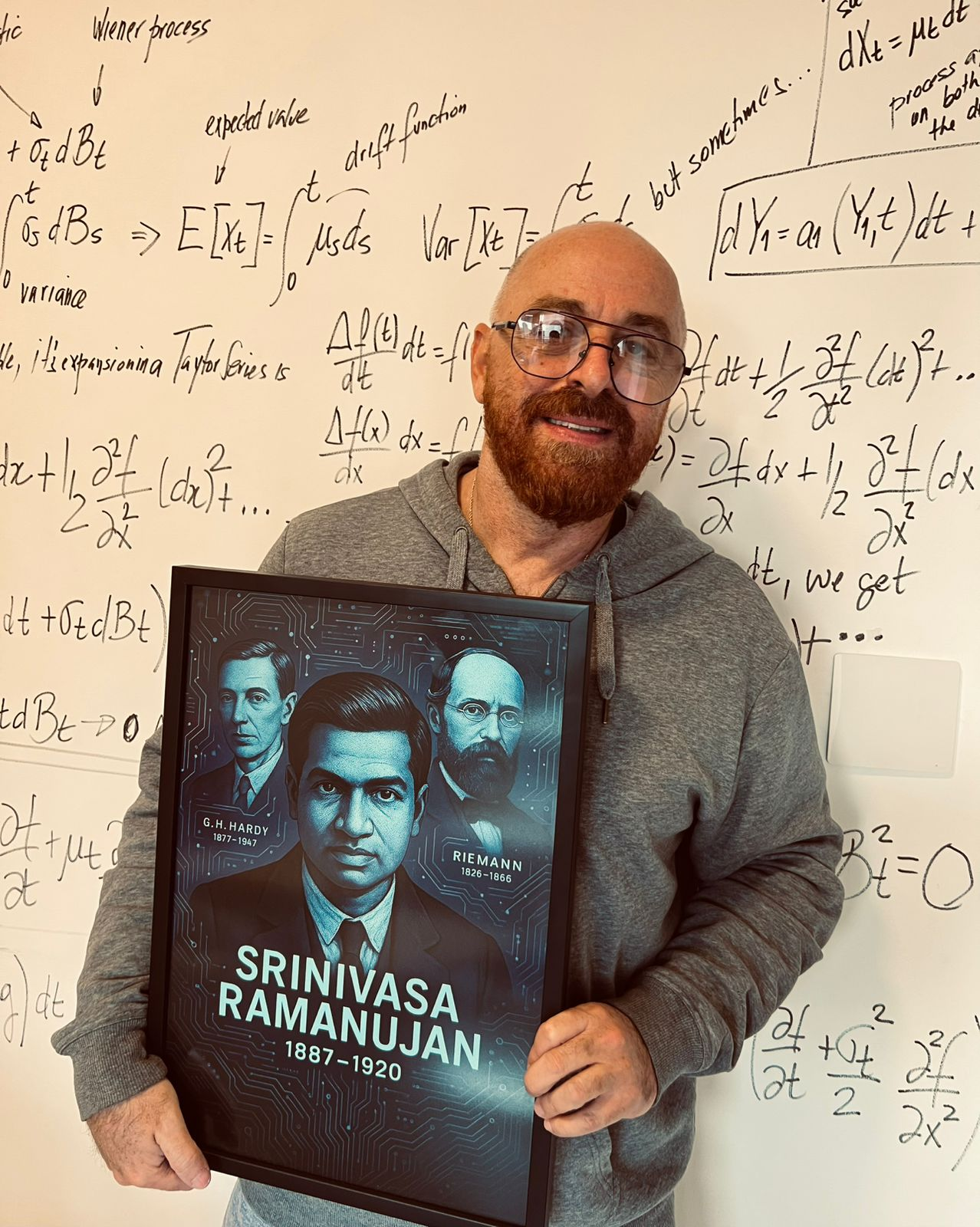
Marcos Eduardo Elias segura um retrato de Srinivasa Ramanujan. Foto tirada em 2025 no Instituto Ramanujan. Arquivo pessoal.

### Graduação
Formou-se em Engenharia Mecatrônica pela Escola Politécnica da Universidade de São Paulo (POLI-USP).
Durante a graduação, participou do Programa Especial de Treinamento para alunos de alto desempenho da Engenharia Mecânica (atualmente chamado de Programa de Educação Tutorial), desenvolvendo pesquisa no campo de controle de Veículos Autônomos em 1992, sob coordenação do professor emérito Giorgio Eugenio Oscare Giacaglia.
Seu projeto de conclusão de formatura intitulado “eletromioestimulação funcional”, fora realizado sob orientação do professor Jun Okamoto Junior.

### Pós-graduação[38]
Recebeu seu doutorado em Matemática pela Saint Petersburg State University (SPBGU) com concentração em Análise Real, complexa e funcional.
Obteve mestrado em Direito na Fundação Getúlio Vargas (FGV-SP) e Master of Business Administration pela Universidade de Pittsburgh, localizada na Pensilvânia, Estados Unidos.

### Carreira acadêmica
Atuou como professor no Instituto Brasileiro de Mercado de Capitais (Ibmec) e no Instituto de Ensino e Pesquisa (Insper) entre 1997 e 2005. Paralelamente, integrou o corpo docente da Fundação Getúlio Vargas de São Paulo (FGV-SP) no período de 2002 a 2006.
Na FGV, destacou-se pelo desenvolver e ministrar o primeiro curso sobre finanças não gaussianas oferecido no Brasil. Além disso, conduziu seminários especializados sobre a aplicação de equações diferenciais na modelagem do mercado financeiro.
Marcos foi homenageado como patrono da turma de formandos de 2017 (Classe Marcos Elias) no programa Advanced Management Program do Instituto ISE Business School, braço brasileiro IESE Universidade de Navarra, onde apresentou seu seminário sobre criptomoedas
É membro efetivo da Sociedade Brasileira de Matemática, tendo seu registro baseado em sua titulação de PhD em matemática pela Saint Petersburg State University (SPBGU). E é colunista da MIT Sloan Management Review.

## Filantropia
Em 2023, fundou o Rāmānujan Institute for the Development of Prodigious Young Mathematicians, uma instituição voltada à identificação, acolhimento e desenvolvimento de jovens talentos matemáticos, especialmente em contextos de vulnerabilidade social. Inspirado pela trajetória de Srinivasa Ramanujan e pela iniciativa de G.H Hardy, o Instituto busca transformar em política educacional contínua aquilo que, historicamente, foi feito de forma pontual: reconhecer e nutrir mentes matemáticas extraordinárias, mesmo sem formação formal ou visibilidade institucional. 
O Instituto concentra suas atividades na América Latina e tem sede em São Paulo.